# Hanna Wijk
Hanna Wijk, född den 15 december 2003, är en svensk fotbollsspelare (försvarare) som spelar för damallsvenska BK Häcken. Under sin debutsäsong i Damallsvenskan 2020 spelade hon 17 matcher.
Wijk debuterade i svenska landslaget hösten 2024. Hon har även gjort landskamper för Sverige på U17-, U19- och U23-nivå.